# Округ Вичита (Тексас)
Округ Вичита (енгл. Wichita County) је округ у америчкој савезној држави Тексас. По попису из 2010. године број становника је 131.500.

## Демографија
Према попису становништва из 2010. у округу је живело 131.500 становника, што је 164 (0,1%) становника мање него 2000. године.
| Група             | 2000.          | 2010.          |
| Белци             | 96.490 (73,3%) | 90.001 (68,4%) |
| Афроамериканци    | 13.466 (10,2%) | 13.811 (10,5%) |
| Азијати           | 2.418 (1,8%)   | 2.669 (2,0%)   |
| Хиспаноамериканци | 16.097 (12,2%) | 21.859 (16,6%) |
| Укупно            | 131.664        | 131.500        |